# Salamaua–lae-i hadjárat
A salamaua–lae-i hadjárat a második világháború egyik hadművelete volt Új-Guineán 1943. június 30. és szeptember 16. között, amelynek során a szövetséges csapatok kiszorították a japánokat a névadó két településről.

## Háttér

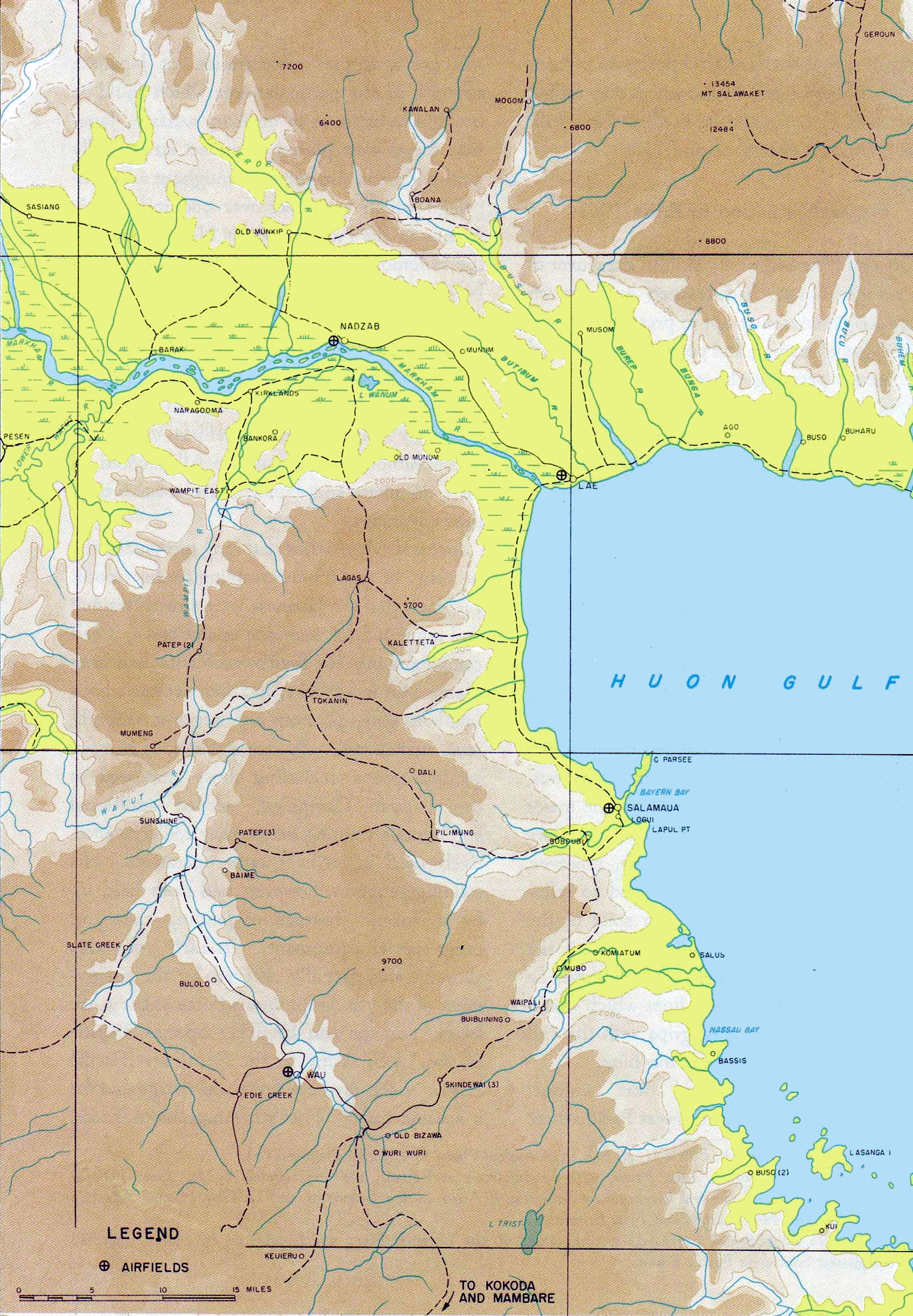
A térség térképe

A japánok által megszállt Salamaua és Lae elleni akciók a Postern hadművelet első mozzanatai voltak. A japánok 1942 márciusában foglalták el a Huon-öböl partján fekvő két települést. A két bázis először a japán védelmi vonal része volt, később azonban innen kezdtek terjeszkedni a sziget délkeleti része felé. A Kokoda ösvényért folytatott harcok idején a településeknek támogató szerepük volt. Amikor elbukott a japán erőfeszítés Port Moresby elfoglalására, a szövetségesek az északi parton fekvő Buna és Gona közelében kialakított japán hídfők ellen fordultak, amelyek 1943. január 22-én elestek. A területről 5400 japán katonának sikerült visszavonulnia Salamauába és Laébe.
1943 áprilisában megszületett az Elkton III terv, amelynek célja az Új-Britannián található japán bázis, Rabaul semlegesítése volt. A terv értelmében William Halsey admirális csapatai a Salamon-szigeteken, Douglas MacArthur tábornok katonái pedig Új-Guineán és Új-Britannián fognak tevékenykedni. Az első hadmozdulat, amelyet a Chronicle hadművelet keretén belül hajtottak végre, a Woodlark- és Kiriwina-szigetek elfoglalása volt, Pápua keleti csücskén. Az Elkton III második része Salamaua, Lae, Finschhafen és Madang elfoglalását irányozta elő. Ezt az akciósorozatot a Postern hadműveletbe illesztették, amely 1943. június 30. és 1944. április 26. között zajlott. A hadművelet első fejezete a két kulcsfontosságú japán bázis, Salamaua és Lae elfoglalása volt.
A japánok tisztában voltak a két településre leselkedő veszéllyel, ezért 1943 januárjában megpróbálták elfoglalni az ausztrál Kanga Force központját, a Salamauától 45 kilométerre fekvő Waut, de akciójuk sikertelen volt. Márciusban megkíséreltek a tenger felől erősítést juttatni Salamauába és Laéba, de a konvojt a szövetséges légierő a Bismarck-tengeri csatában megsemmisítette. A nyolc szállítóhajóból mindet, a nyolc kísérő romboló közül négyet elsüllyesztettek, háromezer japán katona halálát okozva így. A japánok kénytelenek voltak a térségben állomásozó 11 ezer katonával felvenni a harcot.

## A hadmozdulatok
Az első hadmozdulat Salamaua bevételére irányult. 1943. június 29-30. éjszakáján 1400 amerikai katona szállt partra a Nassau-öbölben. Ezután az ausztrál csapatok Wauból kiindulva átvágtak a hegyeken, és július 17-én elfoglalták Mubo falut, majd a Tambu-hegyet, és megkezdték a Salamaua közötti gyűrű bezárását. A japán kiürítették a települést, amelybe szeptember 11-én vonultak be az amerikaiak.
Szeptember 4-én ausztrál csapatok szálltak partra Laétól keletre, majd másnap amerikai ejtőernyősök elfoglaltak a nadzabi repülőteret, majd egyesültek az ausztrálokkal, és Lae ellen vonultak. A japánok hevesen ellenálltak, de szeptember 16-án a falu elesett. Miután a két falu elesett, a szövetséges csapatok két irányból indultak a madangi japán bázis ellen.
A hadjárat során a japán veszteség 10 300 katona volt, közülük 2722 meghalt. Az ausztrálok közül 500 meghalt, 1300 megsebesült, míg az amerikai veszteség 81 halott és 396 sebesült volt.